# Nicole Bullo
Nicole Bullo (* 18. Juli 1987 in Claro TI) ist eine Schweizer Eishockeynationalspielerin, die seit 2008 bei den HC Lugano Ladies in der Swiss Women’s Hockey League A unter Vertrag steht.

## Karriere
Nicole Bullo betreibt seit ihrem fünften Lebensjahr Eissport. Den Eishockeysport erlernten sie beim HC Biasca und durchlief dessen männliche Nachwuchsmannschaften. 2001 wechselte sie in das Frauenteam des HC Lugano und gehörte ab diesem Zeitpunkt auch zum B-Nationalteam.
Bei der Weltmeisterschaft der Frauen 2004 absolvierte Nicole Bullo ihre erste Weltmeisterschaft für die Schweizer Eishockeynationalmannschaft der Frauen.
2006 gewann Bullo ihren ersten Meistertitel mit dem HC Lugano, gleichzeitig war es der erste Meistertitel der HC Lugano Ladies. 2006 und 2010 nahm Nicole Bullo an den Olympischen Winterspielen in Turin respektive Vancouver teil.
2007, 2009 und 2010 folgten weitere Meistertitel mit den HC Lugano Ladies. Bei der Weltmeisterschaft der Frauen 2012 gewann sie mit dem Nationalteam die Bronzemedaille und erreichte dabei den bis dato grössten Erfolg im Schweizer Fraueneishockey. 2014 folgte die Teilnahme an den Olympischen Winterspielen in Sotschi, bei denen sie mit dem Nationalteam die Bronzemedaille gewannen und damit den WM-Erfolg von 2012 wiederholte.
2014 gewann Nicole eine weitere Schweizer Meisterschaft mit den Frauen des HC Lugano. Ein Jahr später konnte sie mit dem HC Lugano diesen Titel verteidigen und ihre persönlich sechste Meisterschaft feiern. Ende März 2016 absolvierte Bullo ihr 200. Länderspiel für die Schweiz.
2019 und 2021 gewann sie mit den Ladies Lugano zwei weitere Meistertitel. Im April 2021 erkrankte sie an COVID-19 und gleichzeitig an Pfeifferschem Drüsenfieber und verpasste dadurch einen Teil der Saison 2021/22. Im Februar 2022 absolvierten sie ihre fünften Olympischen Winterspiele in Peking.

## Erfolge und Auszeichnungen

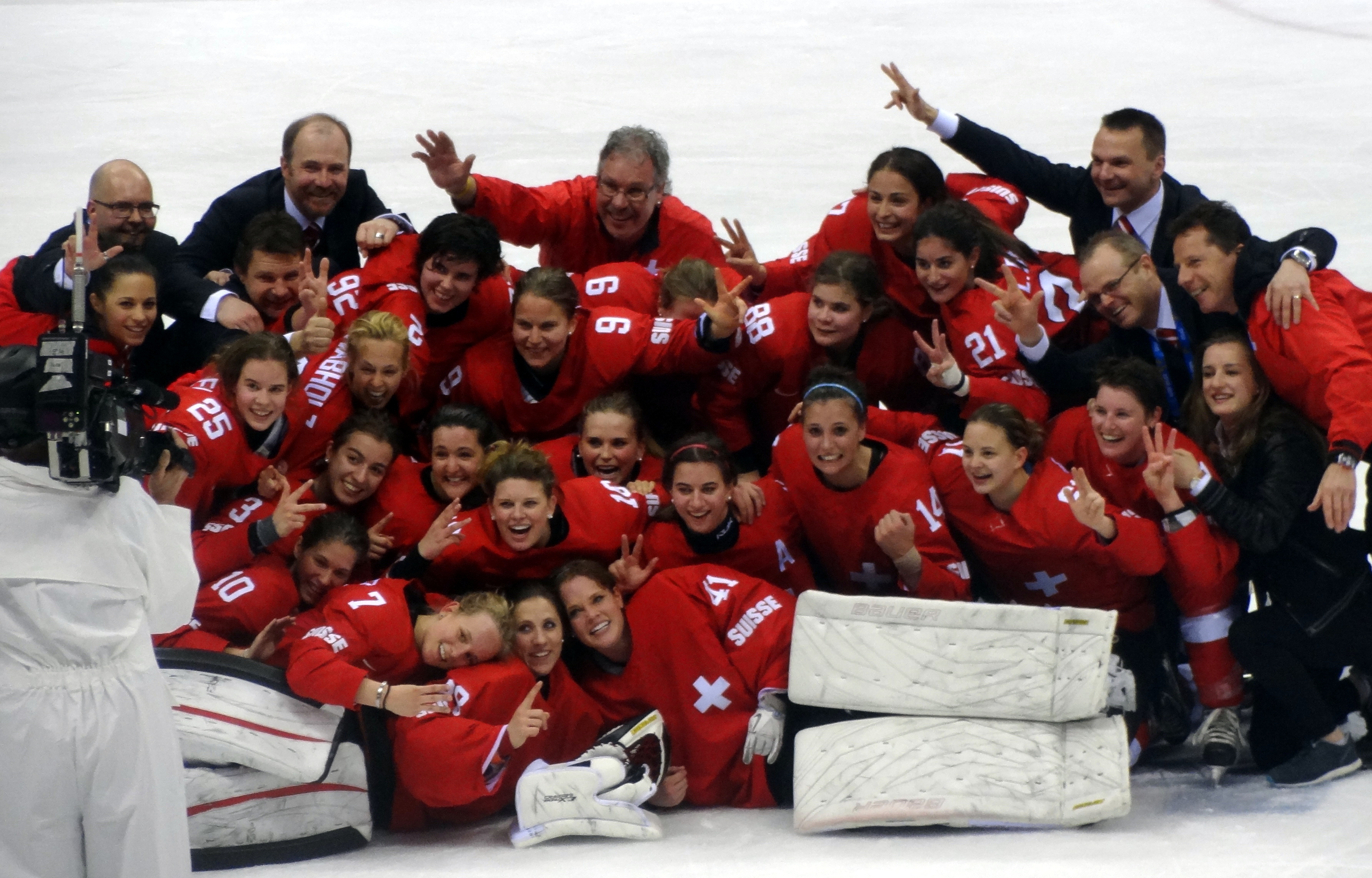
Gewinn der Bronzemedaille bei den Olympischen Winterspielen 2014

- 2005 Aufstieg in Top-Division bei der Weltmeisterschaft der Div. I
- 2006 Schweizer Meister mit den HC Lugano Ladies
- 2006 Swiss Ice Hockey Woman of the Year (Schweizer Eishockeyverband)[8]
- 2007 Schweizer Meister  mit den HC Lugano Ladies
- 2009 Schweizer Meister  mit den HC Lugano Ladies
- 2010 Schweizer Meister  mit den HC Lugano Ladies
- 2011 Bester Verteidigerin beim IIHF European Women Champions Cup
- 2011 Woman of the Year (Schweizer Eishockeyverband)[9]
- 2012 Bronzemedaille bei der Weltmeisterschaft
- 2012 Woman of the Year (Schweizer Eishockeyverband)
- 2014 Schweizer Meister  mit den HC Lugano Ladies
- 2014 Bronzemedaille bei den Olympischen Winterspielen
- 2015 Schweizer Meister mit den HC Lugano Ladies
- 2019 Schweizer Meister mit den HC Ladies Lugano
- 2021 Schweizer Meister mit den HC Ladies Lugano

## Karrierestatistik

### International
(Legende zur Spielerstatistik: Sp oder GP = absolvierte Spiele; T oder G = erzielte Tore; V oder A = erzielte Assists; Pkt oder Pts = erzielte Scorerpunkte; SM oder PIM = erhaltene Strafminuten; +/− = Plus/Minus-Bilanz; PP = erzielte Überzahltore; SH = erzielte Unterzahltore; GW = erzielte Siegtore; 1 Play-downs/Relegation; Kursiv: Statistik nicht vollständig)